# Georges Braque
Georges Braque (sinh 13 tháng 5 1882 - mất 31 tháng 8 1963) là một danh họa và nhà điêu khắc lớn người Pháp, người cùng với Pablo Picasso, đã phát triển trường phái Lập thể trong hội họa.

## Thời trẻ
Georges Braque sinh tại Argenteuil-sur-Seine, Pháp. Ông trưởng thành ở Le Havre và được học để trở thành một thợ quét sơn nhà và thợ trang trí nội thất giống cha và ông mình, tuy nhiên Braque cũng học thêm vẽ tại trường École des Beaux-Arts ở Le Havre vào buổi chiều các ngày từ năm 1897 tới 1899. Ông tới Paris học nghề trang trí nội thất và được trao chứng chỉ năm 1902. Năm sau đó, Braque tới học tại trường Académie Humbert, cũng ở Paris và học tại đó tới năm 1904. Ngôi trường này chính là nơi mà Braque gặp Marie Laurencin và Francis Picabia.